# Fredy Cedeño
Fredy Cedeño, właśc. Fredy Ramón Cedeño Márquez (ur. 15 września 1981 w Caracas) – wenezuelski siatkarz grający na pozycji środkowego, od 2012 roku występuje w hiszpańskim klubie Unicaja Almeira.

## Kariera reprezentacyjna
- - IO 2008-9. miejsce
  - MŚ 2002-17. miejsce
  - MŚ 2006-17. miejsce
  - MŚ 2010-19. miejsce
  - Puchar Świata 2003-8. miejsce

## Osiągnięcia

### Klubowe
- Mistrzostwa Cypru:
  - 1. miejsce: 2010
- Mistrzostwa Niemiec:
  - 2. miejsce: 2012
- Mistrzostwa Hiszpanii:
  - 1. miejsce: 2013
  - 2. miejsce: 2008,2009